# Ferdinand Euler
Ferdinand Euler (* 7. September 1862 in Schlitz; † 15. März 1925 in Darmstadt) war ein deutscher evangelischer Theologe und Abgeordneter.

## Familie
Euler war der Sohn des Stadtpfarrers in Schlitz Johann Konrad Euler (* 20. Juni 1827 in Reuters; † 12. Juli 1891 in Marburg) und dessen am 15. September 1857 geheirateten Frau Auguste Caroline Wilhelmine Eleonore geborene Fresenius (* 29. März 1829 in Nidda; † 5. Juli 1897 in Marburg). Sein Bruder Karl Euler (* 11. Mai 1858 in Schlitz; † 22. November 1924 in Kassel) wurde Direktor des Gymnasiums Philippinum Weilburg. Er heiratete am 28. August 1888 in Aschaffenburg Helene geborene Henkelmann (* 1. November 1863 in Münzenberg bei Butzbach; † 10. März 1931 in Erfurt), die Tochter des Pfarrers in Messel Ludwig Henkelmann (* 4. März 1824 in Beuern bei Gießen; † 10. April 1887 in Messel bei Darmstadt) und der Sophie geborene Freybe (* 12. Februar 1831 in Arolsen; † 22. Juli 1889 in Weilburg an der Lahn). Aus der Ehe stammen drei Kinder, wovon ein Sohn Konrad jung verstarb und ein Mädchen eine Totgeburt war. Der Sohn Adolf August Karl Moritz Ferdinand Euler (* 8. Juli 1898 in Gießen; † 7. Dezember 1937 in Erfurt), wurde Pfarrer an der St. Thomaskirche in Erfurt.

## Leben
Euler besuchte die Privatschule des Vaters und danach das Gymnasium Fulda. Nach dem Abitur studierte er ab 1882 Theologie an den Universitäten Gießen und Leipzig. 1884 besuchte er das Predigerseminar Friedberg.
1886–1889 war er Pfarrverwalter in Langen, 1889–1894 Pfarrer in Langen, 1894–1898 Pfarrer in Wersau und 1898–1907 Pfarrer in Gießen. In den Jahren 1907–1925 war er als Oberkonsistorialrat Mitglied im Oberkonsistorium der Evangelischen Landeskirche Hessen und Superintendent der Provinz Rheinhessen. 1913 wurde er mit dem Titel eines Geheimer Oberkonsistorialrat geehrt.
1914 wurde er Prälat und somit geistlicher Leiter der Evangelischen Landeskirche in Hessen. Mit der Funktion des Prälaten verbunden war bis zur Novemberrevolution ein Sitz in der Ersten Kammer der Landstände des Großherzogtums Hessen. Am 16. Dezember 1914 legte er seinen Abgeordneteneid ab.
1921 wurde er durch die Universität Gießen zum Dr. theol. h. c. promoviert. Mit der Umwandlung des Oberkonsistoriums in das Landeskirchenamt wurde er 1922 Oberkirchenrat. 1923 schied er als Prälat aus und Wilhelm Diehl wurde sein Nachfolger.